# Fléty
Fléty é uma comuna francesa na região administrativa de Borgonha-Franco-Condado, no departamento Nièvre. Estende-se por uma área de 20,33 km². Em 2010 a comuna tinha 102 habitantes (densidade: 5 hab./km²).